# End of Days
End of Days är en amerikansk action-thriller från 1999 i regi av Peter Hyams med Arnold Schwarzenegger, Robin Tunney och Gabriel Byrne i huvudrollerna. Filmen hade Sverigepremiär den 24 november 1999.

## Handling
New York 1979: På ett sjukhus på Manhattan föds ett barn med ett ovanligt födelsemärke. Nedräkningen har startat. Christine (Robin Tunney) växer upp till en vacker, ung kvinna. Hon dras motvilligt in i ett djävulskt spel när en mystisk man (Gabriel Byrne) dyker upp 20 år senare. Ett spel som kommer innebära slutet för hela mänskligheten. Det blir upp till Jericho Cane (Arnold Schwarzenegger) en avdankad ex-polis att förhindra katastrofen. Cane dras in det ena skrämmande mötet efter det andra och inser snart att Christine är nyckeln till en överjordisk kraft, född enligt en urgammal profetia. Och det är nu, i den mörkaste av timmar, som hela mänskligheten måste förlita sig till en enda man.

## Om filmen
Filmmusiken innehåller bland annat en låt av Guns n' Roses.

## Rollista (urval)
- Arnold Schwarzenegger - Jericho Cane
- Robin Tunney - Christine York
- Gabriel Byrne - The Man/Satan
- Udo Kier - Head Priest
- Kevin Pollak - Bobby Chicago
- C.C.H. Pounder - Detective Margie Francis
- Derrick O'Connor - Thomas Aquinas
- David Weisenberg - OB/GYN